# Bandar bin Sultan

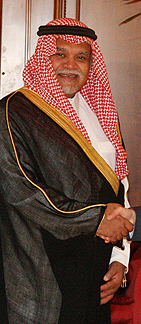
Bandar bin Sultan

Bandar bin Sultan bin Abdul Aziz Al-Saoed (Arabisch: الأمير بندر بن سلطان بن عبدالعزيز آل سعود)  (Taif, 2 maart 1949) is een belangrijke politicus uit Saoedi-Arabië. Prins Bandar was ambassadeur voor Saoedi-Arabië in de Verenigde Staten.
Prins Bandar is de zoon van de Saoedische kroonprins Sultan bin Aziz al-Saoed en kleinzoon van de stichter van het moderne Saoedi-Arabië Abdoel Aziz al Saoed.
Bandar heeft goede contacten met de familie Bush en heeft hierdoor van sommige critici de bijnaam "Bandar Bush" gekregen. Deze relaties met de familie Bush komen onder andere voor in de film Fahrenheit 9/11 van Michael Moore en het boek "De Staat van Ontkenning" (State of Denial) van Bob Woodward.
Prins Bandar is getrouwd met prinses Haifa bint Faisal en ze hebben vier zonen en vier dochters. Zijn dochter Reema bint Bandar Al-Saoed werd op 23 februari 2019 ambassadeur in de Verenigde Staten.